# U-Bahn Schiras

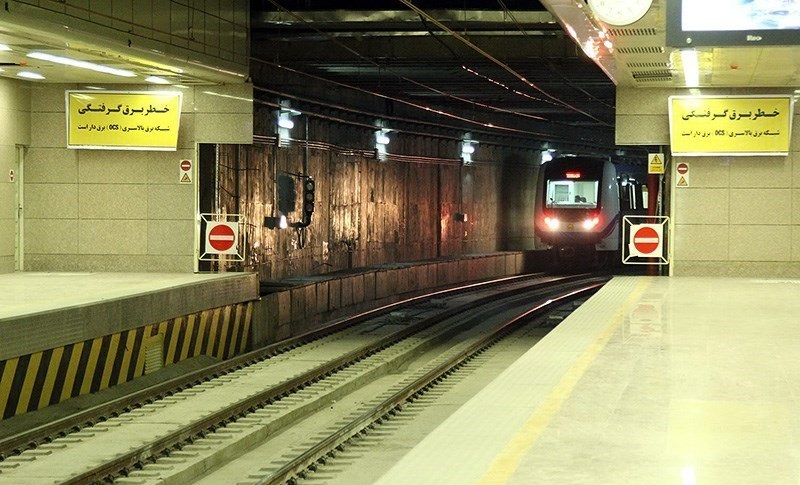
Station mit einfahrendem Zug

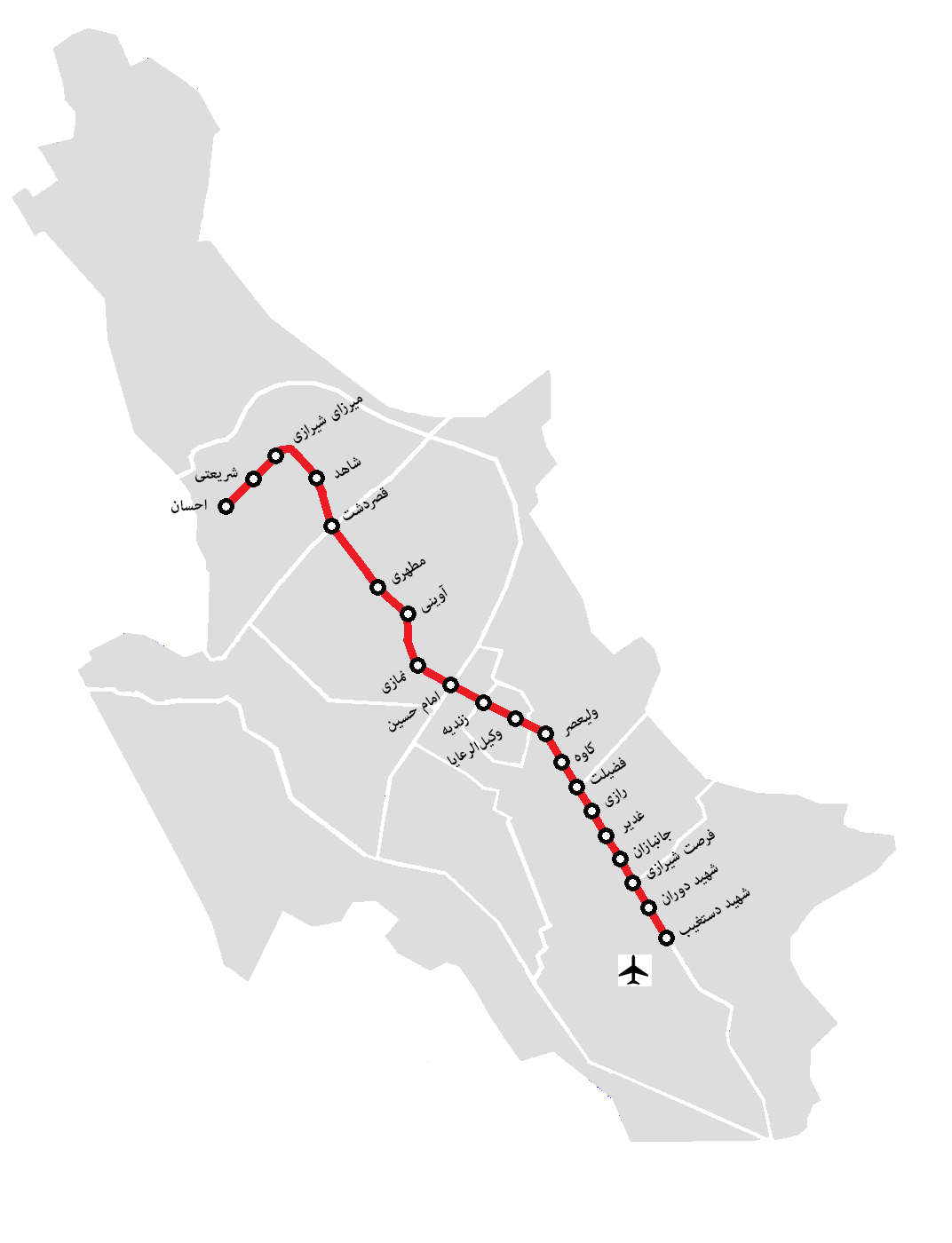
Linie 1 der U-Bahn Schiras

Die U-Bahn Schiras ist die U-Bahn der Stadt Schiras im Iran.
Die erste U-Bahn-Strecke der Stadt wurde am 11. Oktober 2014 eröffnet. Sie war 10,5 km lang und verlief zwischen der Haltestelle Ehsan im Norden der Stadt und der Station Namasi im Stadtzentrum. Die Strecke wurde im August 2017  um weitere 10,5 km von Vali-e Asr nach Schahid Dastqejb verlängert, wobei zunächst nur zwei der insgesamt sieben Haltestellen für den Publikumsverkehr geöffnet wurden.
Eine zweite, 15 km lange Strecke befindet sich in Bau. Das gesamte Projekt für die U-Bahn Schiras sieht derzeit sechs Linien vor. Die Pläne für die dritte, 10 km lange Strecke liegen vor. Die übrigen befinden sich in der Planung. Die Tunnelstrecken wurden und werden überwiegend in offener Bauweise errichtet, aber für etwa 35 % des Streckennetzes müssen die Tunnel auch gebohrt werden.
Die Strecken sind mit 1500 Volt Gleichstrom im Oberleitungsbetrieb elektrifiziert.
Der Betrieb läuft mit Fünf-Wagen-Zügen, die von der China CNR Corporation Limited hergestellt und von der Iranian Rail Industries Development Co (IRICO) (persisch ایریکو) ausgestattet wurden. Die weiteren Fahrzeuge wird IRICO mit aus China gelieferten Teilen im Iran zusammenbauen.